# Master Blaster
Pour l’article homonyme, voir Master Blaster (Jammin’).
Master Blaster est un groupe allemand d'eurodance et de handsup. Il est composé de Sascha van Holt, Mike de Ville et de Rico Bass. Le groupe a pour particularité de scander son nom au cours de ses sets.

## Discographie

### Albums
- We Love Italo Disco (2003)
- Put Your Hands Up (2007)
- Everywhere The Remixes (2009)
- The Greatest Hits (2009)

### Singles
- Hypnotic Tango (2002)
- Ballet Dancer (2003)
- How Old R U (2003)
- Dial My Number (2004)
- Since You've Been Gone (2006)
- Walking in Memphis / Can Delight (2007)
- Everywhere (2008)
- Come Clean (2009)
- Until The End (2010)
- Back To The Sunshine  (2011)
- Let's get mad  (2012)
- How Old Are You 2014  (2014)
- Now You're Gone (& Norda) (2018)